# Daniela Chana
Daniela Chana (* 1985 in Wien) ist eine österreichische Schriftstellerin.

## Leben
Daniela Chana studierte an der Universität Wien. Ihre Diplomarbeit im Fach Vergleichende Literaturwissenschaft, für welche sie Quellen aus dem Schweizerischen Sozialarchiv, dem Thomas-Mann-Archiv sowie der Zentralbibliothek Zürich auswertete, schrieb sie 2010 über den Einfluss des Dadaismus und Erika Manns Pfeffermühle auf das politische Kabarett in der Schweiz, 2012 promovierte sie mit einer Arbeit über Verbrechen und Moral bei Patricia Highsmith, Simona Vinci und Liliana Cavani.
Ihr wissenschaftliches Interesse gilt neben dem Cabaret und amerikanischen Vertreterinnen der Confessional Poetry vor allem Singer-Songwriterinnen des 20. Jahrhunderts. Zu diesen Themen veröffentlichte sie Essays und hielt Vorträge bei europäischen akademischen Konferenzen (Oxford, Stockholm, London). Darüber hinaus hatte sie im Studienjahr 2015/16 an der Universität Salzburg einen Lehrauftrag zu Lyrik und Songwriting. Sie schreibt Buchbesprechungen, u. a. für das Buchmagazin des Literaturhaus Wien oder für Poesiegalerie und Essays, z. B. für Die Presse.
Chana lebt in Wien.

## Werk
Seit 2008 erschienen literarische Texte von Daniela Chana in Literaturzeitschriften wie z. B. kolik oder Triedere und in Anthologien. Auftritte bei Literaturfestivals folgten, u. a. beim Poesiefestival W:ORTE 2016 oder beim European Poetry Festival in London.
2018 veröffentlichte Chana ihr Buchdebüt, den Lyrikband Sagt die Dame, im Limbus Verlag, 2019 war das Werk Teil der Lyrik-Empfehlungen der Deutschen Akademie für Sprache und Dichtung. „Daniela Chanas Gedichte erkunden mit wenigen Worten Liebesmomente und Trennungen im urbanen Umfeld. Ihre luftige Lyrik ist deshalb so bildstark, weil sie auf die unerhörte Schönheit des Schlichten setzt und gleichzeitig erstarrte Verhältnisse mit leiser Selbstironie in Bewegung bringt“, hieß es in der taz.
2021 folgte, wieder bei Limbus, der Erzählband Neun seltsame Frauen, der Chana eine Nominierung auf der Shortlist des Österreichischen Buchpreis eintrug. Als „eine Bildhauerin des Wortes“ wurde die Autorin im Falter bezeichnet, wo Albert Eibl weiter meinte: „In ihren zum Surrealismus neigenden Narrativen, die von ungewöhnlichen Wendungen und Wandlungen nur so strotzen, meißelt sie in luzide leuchtender Bildhaftigkeit am Mysterium des Lebens und der Liebe. Die Gesteinsbrocken, die dabei absplittern, legen ungeahnte seelische Tiefenschichten frei, deren Anblick gleichermaßen Wiedererkennen wie Erstaunen auslösen. Das alles liest sich dermaßen süffig und anregend, dass man sich am besten gleich eine gute Flasche Chardonnay dazu aufmacht.“ Die Presse (Ursula Ebel) meinte, Neun seltsame Frauen sei  "ein präzises Buch über die Zerrüttungen der gegenwärtigen Verhältnisse", es gehe um "ungleiche Machtstrukturen in Paarkonstellationen, Perspektivlosigkeit und Ausbeutung durch prekäre Arbeit".

## Veröffentlichungen (Auswahl)

### Bücher
- Erika Mann und die Pfeffermühle. Dadaismus und die Anfänge des Cabarets in der Schweiz. danzig & unfried, Wien 2016, ISBN 978-3-902752-10-9.
- Sagt die Dame. Gedichte. Limbus Verlag, Innsbruck 2018, ISBN 978-3-99039-134-1.
- Neun seltsame Frauen. Erzählungen. Limbus Verlag, Innsbruck 2021, ISBN 978-3-99039-195-2.

### Beiträge (Auswahl)
- Gedichte. In: Lichtungen. Zeitschrift für Literatur, Kunst und Zeitkritik #152/2017[15]
- Springreiter (Kurzgeschichte), Sie komponiert (Gedicht), beide 2018[16]

- Die Spinnerin am Kreuz. In: Thomas Ballhausen und Sophie Reyer (Hrsg.): Sagen Reloaded. Anthologie. Czernin Verlag, Wien 2020. ISBN 978-3-7076-0705-5, S. 45ff.
- Gedichte. In: Verena Stauffer (Hrsg.): Show. Lyrik 2021, Salz. Zeitschrift für Literatur 184, S. 35f.

## Auszeichnungen
- 2006: Hattinger Förderpreis für junge Literatur (Publikumspreis)[17]
- 2017: Startstipendium für Literatur 2017 des Österreichischen Bundeskanzleramts[18]
- 2021: Wiener Literatur Stipendium der Stadt Wien[19][20]